# ワイルドフラワーズ (トム・ペティのアルバム)
『ワイルドフラワーズ』（Wildflowers）は、アメリカ合衆国のロック・ミュージシャン、トム・ペティが1994年に発表した、ソロ名義では2作目、トム・ペティ&ザ・ハートブレイカーズ名義のアルバムも含めれば通算10作目のスタジオ・アルバム。

## 背景
ザ・ハートブレイカーズのメンバーのうち、スタン・リンチを除く全員がレコーディングに参加し、本作でドラムスを担当したスティーヴ・フェローンは、後にザ・ハートブレイカーズの正式メンバーとなった。また、「トゥ・ファインド・ア・フレンド」には、当時スタジオを訪れていたリンゴ・スターがゲスト参加した。なお、1994年11月19日の『サタデー・ナイト・ライブ』で「ユー・ドント・ノウ・ハウ・イット・フィールズ」が演奏された際には、デイヴ・グロールがサポート・ドラマーを務めた。
本作でプロデューサーに起用されたリック・ルービンは、1993年発売のベスト・アルバム『グレイテスト・ヒッツ』でも、新曲「メアリー・ジェーンズ・ラスト・ダンス」と、サンダークラップ・ニューマンのカヴァー「サムシング・イン・ジ・エアー」をプロデュースしていた。ペティ自身は当初、本作を2枚組CDとして発売しようと考えていたが、最終的には1枚にまとめられた。

## 反響
母国アメリカではBillboard 200で8位に達し、1995年8月にはRIAAによりトリプル・プラチナの認定を受けた。スウェーデンでは合計11週トップ60入りし、最高7位を記録した。

## 評価
第38回グラミー賞では、本作が最優秀ロック・アルバム賞にノミネートされ、収録曲「ユー・ドント・ノウ・ハウ・イット・フィールズ」は最優秀男性ロック・ボーカル・パフォーマンス賞を受賞した。また、本作でレコーディング・エンジニアを務めたデヴィッド・ビアンコ、リチャード・ドッド、スティーヴン・マクラフリン、ジム・スコットは、第38回グラミー賞で最優秀エンジニアード・アルバム賞（ノン・クラシカル）を受賞した。
Stephen Thomas Erlewineはオールミュージックにおいて5点満点中4.5点を付け、ペティのアルバムとしては収録時間が長いことを指摘した上で「スペースに余裕ができたことで、激しいロックや地に足のついたブルースだけでなく、ギターをかき鳴らした暖かみのあるフォークにも、同等の比重を置くことができた」「歌手、ソングライター、ロック・ミュージシャンとしてのペティを幅広く網羅している」と評している。クリス・ウィルマンは1994年10月30日付の『ロサンゼルス・タイムズ』紙のレビューで4点満点中3点を付け「一貫性のあるアルバムではなく、ペティが過去に発表した名曲に並び得る新曲もない。しかし、彼が本作で発表した曲は寄せ集めとはいえ、興味深く絶妙な余韻に満ちており、即効性のある名曲に欠けていても、嘆くことはない」と評している。
Stereogumによる2014年の企画「Tom Petty Albums From Worst To Best」では、『破壊』（1979年）に続く2位となった。『ローリング・ストーン』誌が2019年に選出した「'90年代のベスト・アルバム100」では12位にランク・イン。

## リイシュー
2020年に発売されたデラックス・エディション盤CD『Wildflowers & All the Rest』では、ディスク2にアウトテイク10曲、ディスク3にデモ・レコーディング15曲、ディスク4にライブ音源14曲が収録された。また、スーパー・デラックス・エディション盤限定のディスク5は、『Finding Wildflowers』と題された別テイク集である。なお、『Finding Wildflowers』は、2021年に単体のアルバムとして発売された。

## 収録曲
特記なき楽曲はトム・ペティ作。
1. ワイルドフラワーズ - "Wildflowers" – 3:11
2. ユー・ドント・ノウ・ハウ・イット・フィールズ - "You Don't Know How It Feels" – 4:49
3. タイム・トゥ・ムーヴ・オン - "Time to Move On" – 3:15
4. ユー・レック・ミー - "You Wreck Me" (Tom Petty, Mike Campbell) – 3:22
5. イッツ・グッド・トゥ・ビー・キング - "It's Good to Be King" – 5:11
6. オンリー・ア・ブロークン・ハート - "Only a Broken Heart" – 4:30
7. ハニー・ビー - "Honey Bee" – 4:58
8. ドント・フェイド・オン・ミー - "Don't Fade on Me" (T. Petty, M. Campbell) – 3:32
9. ハード・オン・ミー - "Hard on Me" – 3:48
10. キャビン・ダウン・ビロウ - "Cabin Down Below" – 2:51
11. トゥ・ファインド・ア・フレンド - "To Find a Friend" – 3:23
12. ハイヤー・プレイス - "A Higher Place" – 3:56
13. ハウス・イン・ザ・ウッズ - "House in the Woods" – 5:32
14. クローリング・バック・トゥ・ユー - "Crawling Back to You" – 5:05
15. ウェイク・アップ・タイム - "Wake Up Time" – 5:20

## 参加ミュージシャン
- トム・ペティ - ボーカル、ギター、ベース、ハーモニカ、オルガン、ピアノ
- マイク・キャンベル - ギター、スライドギター、エレクトリック・シタール、ベース、ハープシコード
- ベンモント・テンチ - ピアノ、エレクトリックピアノ、オルガン、ハーモニウム、メロトロン、メロディカ
- ハウィー・エプスタイン - ベース (on #4, #7, #10)、バッキング・ボーカル (on #2, #4, #5, #7, #13, #14)
- スティーヴ・フェローン - ドラムス (on #1, #2, #3, #5, #6, #7, #9, #10, #12, #13, #14, #15)

アディショナル・ミュージシャン
- マーティ・リフキン - ペダル・スティール・ギター (on #13)
- ジョン・ピアース - ベース (on #9)
- リンゴ・スター - ドラムス (on #11)
- レニー・カストロ - パーカッション (on #1, #2, #5, #7, #9, #11, #12, #14)
- フィル・ジョーンズ - パーカッション (on #4, #10)
- ブランダン・フィールズ、ゲイリー・ハービグ、ジム・ホーン、キム・ハッチクロフト - サクソフォーン (on #13)
- カール・ウィルソン - バッキング・ボーカル (on #7)
- マイケル・ケイメン - オーケストレーション、指揮 (on #1, #3, #5, #15)